# Synagoge (Saint-Louis)

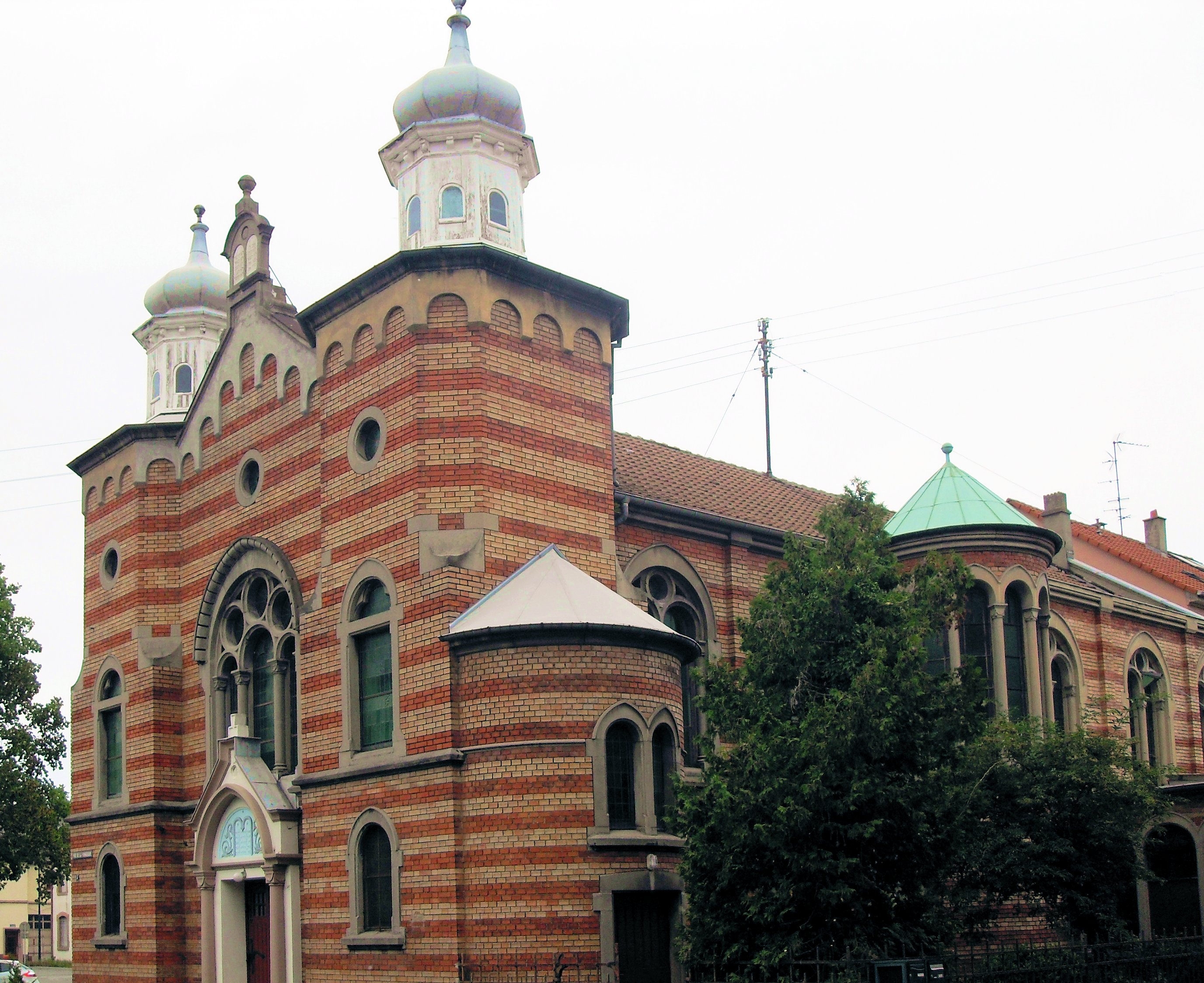
Synagoge in Saint-Louis, 2015

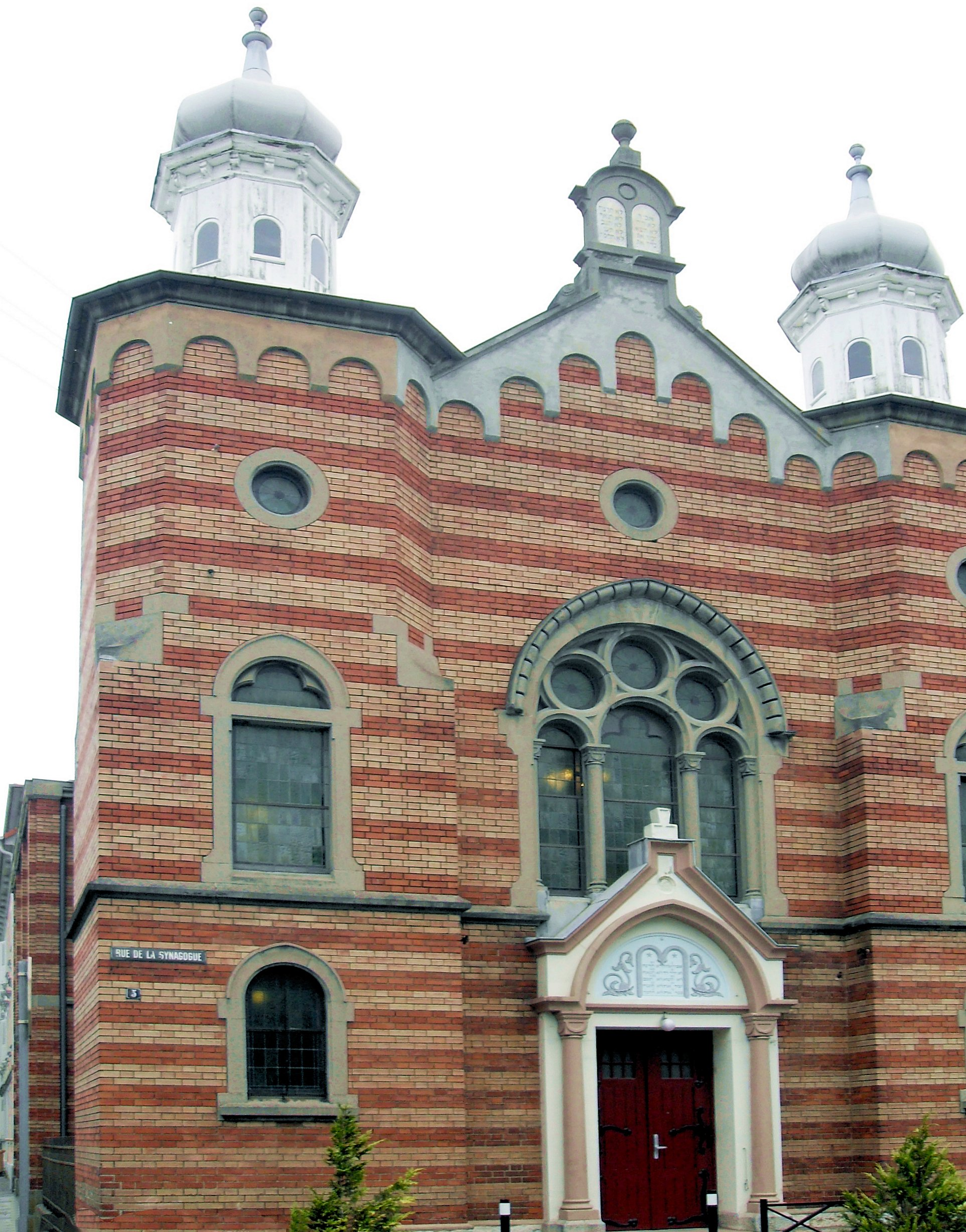
Westfassade mit Portal

Die Synagoge in Saint-Louis, einer französischen Gemeinde im Département Haut-Rhin in der Region Grand Est, wurde von 1905 bis 1907 errichtet. Die Synagoge steht auf dem Grundstück 5 Rue de la Synagogue.

## Geschichte
Die Synagoge wurde nach Plänen des Architekten Alexandre Louvat (1864–1948) errichtet. Sie wurde möglicherweise von der 1897 entstandenen Synagoge in Soultz-sous-Forêts inspiriert.
Im Jahr 1933 wurde die Synagoge erweitert, da durch Juden aus den umliegenden Dörfern und jüdische Emigranten aus Deutschland die Zahl der Gemeindemitglieder stieg. Während der deutschen Besatzung im Zweiten Weltkrieg wurde die Synagoge geplündert und demoliert.